# Rustem Dautov

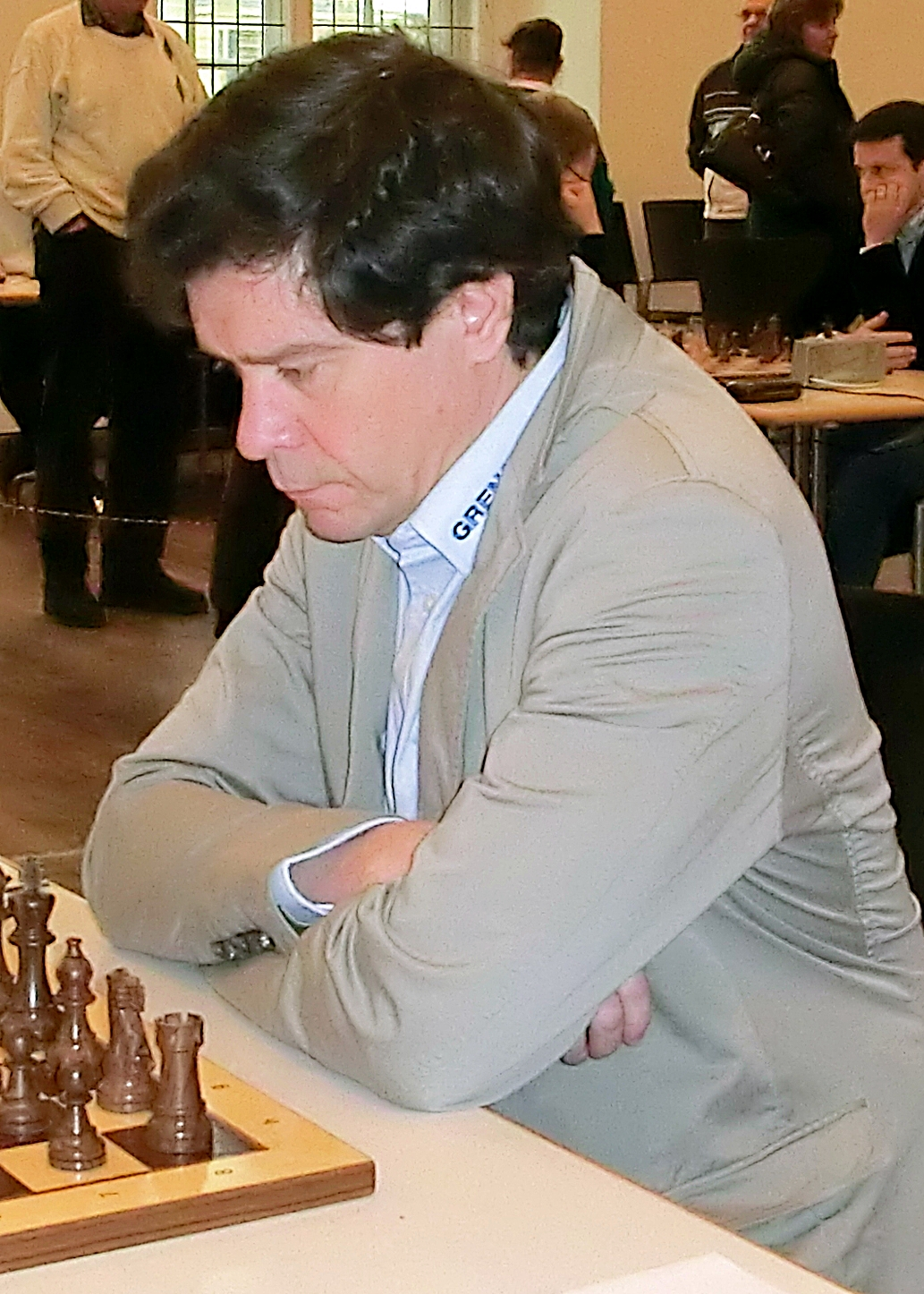
Rustem Dautov (2013)

Rustem Chazitovitsj Dautov (Russisch: Рустем Хазитович Даутов, Roestem Chazitovitsj Daoetov) (Oefa, 28 november 1965) is een Basjkiers-Russisch-Duitse grootmeester (GM) in het schaken.

## Resultaten
In 1983 werd hij jeugdschaakkampioen van de Sovjet-Unie in de categorie tot achttien jaar. Tijdens zijn militaire diensttijd in de jaren 80 in het leger van de Sovjet-Unie was hij gelegerd in de DDR, alwaar hij meedeed aan schaaktoernooien: in 1984 werd hij tweede (achter de Russische GM Valeri Tsjechov) in Berlijn. Talrijke toernooiwinsten volgden, waaronder Dresden 1986, Rostock, Halle (Saale) en Dresden in 1987, Minsk en opnieuw Dresden in 1988. In 1989 werd Dautov Internationaal Meester (IM). In 1990 won hij in Münster en werd hij grootmeester. In 1991 volgden overwinningen in Porz (Keulen) en in Bad Lauterberg. Ook won hij in 1991 het Schaakfestival Bad Wörishofen. In 1992 vestigde hij zich in Duitsland, in Seeheim-Jugenheim. Sinds 1996 komt hij uit voor het Duitse nationale schaakteam.
Dautov won in 1996 in Nußloch, gedeeld met Artoer Joesoepov, het open kampioenschap van Duitsland, in 1999 werd hij in Altenkirchen tweede op het kampioenschap van Duitsland. Andere toernooi-overwinningen waren: Bad Homburg vor der Höhe 1997, Seefeld in Tirol 1997, Essen 1999 (gedeeld met Vadim Zvjaginsev, Emil Sutovsky en Larry Christiansen) en Deizisau 2002 (gedeeld met o.a. Vladimir Jepisjin en Levon Aronian).
Dautov verlegde zijn interesse, evenals de Duitse grootmeester Matthias Wahls, naar professioneel poker. Maar hij schaakt nog steeds in de Duitse bondscompetitie, voor de Duitse kampioen OSG Baden-Baden.
In april 2002 behoorde hij tot de Top50 op de FIDE-wereldranglijst.

## Nationale teams

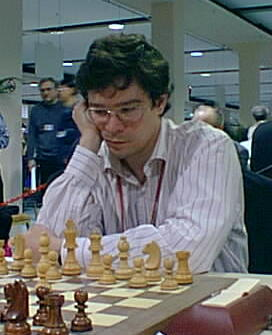
Rustem Dautov bij de Schaakolympiade 2000

Met het Duitse nationale team nam Dautov deel aan de volgende Schaakolympiades: 1996, 1998, 2000, 2002 en 2004. Zijn beste resultaat was in 2000 in Istanboel, waar hij met het team tweede werd en individueel een bronzen medaille behaalde voor zijn resultaat aan bord 3, en de op 2 na beste Elo-performance had van alle deelnemers.
Hij was lid van het Duitse team bij het Europees kampioenschap voor landenteams in 1997, 1999, 2003 en 2005. Zijn beste resultaat was een derde plaats met het team in 1999 in Batoemi.

## Schaakverenigingen
Ten tijde van de Sovjet-Unie speelde Dautov voor Zenit, en later voor ZSKA Moskau, waarmee hij in 1990 de European Club Cup won.
In de Duitse bondscompetitie speelde Dautov in seizoen 1991/92 voor SV Empor Berlin, van 1996 tot 1998 voor SCA St. Ingbert, van 1999 tot 2002 voor Godesberger SK en van 2002 tot 2016 voor OSG Baden-Baden (tot 2004 SC Baden-Oos, van 2004 tot 2008 OSC Baden-Baden), waarmee hij in de jaren 2006 t/m 2015 kampioen van Duitsland werd. Vanaf seizoen 2016/17 speelt hij voor SF Deizisau, eerst in de 2e klasse, sinds seizoen 2017/18 in de 1e klasse.
In de Zwitserse nationale competitie speelde hij van 2003 tot 2008 voor Schachklub Luzern, in Frankrijk tot 2006 voor Mulhouse Philidor. Dautov won de European Cup Club in 1996 met TatTransGaz-Itil Kasan, in 1998 nam hij deel met de Poolse vereniging Stilon Gorzów Wlkp.